# Гайвана-Нак'я (Аризона)
Гайвана-Нак'я (англ. Haivana Nakya) — переписна місцевість (CDP) в США, в окрузі Піма штату Аризона. Населення — 72 особи (2020).

## Географія
Гайвана-Нак'я розташована за координатами 32°0′19″ пн. ш. 111°42′45″ зх. д. / 32.00528° пн. ш. 111.71250° зх. д. (32.005154, -111.712418). За даними Бюро перепису населення США в 2010 році переписна місцевість мала площу 4,82 км², уся площа — суходіл.

## Демографія
Згідно з переписом 2010 року, у переписній місцевості мешкало 96 осіб у 26 домогосподарствах у складі 17 родин. Густота населення становила 20 осіб/км². Було 39 помешкань (8/км²).
Расовий склад населення:
| - 99,0 % — корінних американців |

До двох чи більше рас належало 1,0 %. Частка іспаномовних становила 1,0 % від усіх жителів.
За віковим діапазоном населення розподілялося таким чином: 37,5 % — особи молодші 18 років, 57,3 % — особи у віці 18—64 років, 5,2 % — особи у віці 65 років та старші. Медіана віку мешканця становила 26,0 року. На 100 осіб жіночої статі у переписній місцевості припадало 95,9 чоловіків; на 100 жінок у віці від 18 років та старших — 93,5 чоловіків також старших 18 років.
Цивільне працевлаштоване населення становило 63 особи. Основні галузі зайнятості: публічна адміністрація — 38,1 %, мистецтво, розваги та відпочинок — 38,1 %, освіта, охорона здоров'я та соціальна допомога — 23,8 %.